# Taspar kagan
Taspar kagan (sogdijsko t’asp’r γ’γ’n) ali Tatpar kagan  (sogdijsko t’tp’r x’γ’n, rouransko Tadpar qaɣan, staroturško 𐱃𐱃𐰯𐰺𐰴𐰍𐰣, Tatpar qaγan, kitajsko: 佗缽可汗/佗钵可汗; pinjin: tuóbō kěhàn; Wade–Giles: t'o-po k'o-han) je bil tretji sin Bumin kagana in princese Vei Čangle (長樂公主) in od leta 572 do 581 četrti kagan Prvega turškega kaganata, * ni znano, † 581. 

## Vladanje
Med njegovo vladavino se je moč Gokturtkov še povečala do te mere, da je cesarja Džoua in Čija štel za svoja sinova. Svojega nečaka Ašina Šetuja je imenoval za nižjega kagana Erdžuja na vzhodu in nečaka Boruja za nižjega kagana na zahodu kaganata.
Svoje zavezništvo z Džouom je zamenjal z zavezništvom s Čijem. Leta 572 je v Džou  kot darilo poslal konja in poraženemu princu Čija Gao Šaojiju podelil azil. Nekdanje podložnike severnega Čija je podredil Gao Šaojiju,  ne glede na to, ali so pobegnili v Tudžue ali bili tam ujeti. Z Džouom je kljub temu še vedno ohranil dobre odnose in leta 574 poslal kot darilo še enega konja.
Okoli novega leta 578 je Gao Baoning poslal Gao Šaojiju peticijo, v kateri je zahteval, da prevzame cesarski naslov. Gao Šaoji se je nato z vojaško pomočjo Tujueja razglasil za cesarja.  
Taspar je  do pomladi 579 večkrat napadel Džou in zatem poskušal skleniti mir s Severnim Džouom. Cesar Šuan iz Severnega Džoua je princeso Čiandžin (宇文招), hčerko svojega strica Juven Džaua, ponudil za ženo Taspar kaganu pod pogojem, da kagan preda Gao Šaojija. Kagan je ponudbo zavrnil. 
Leta 580, po smrti cesarja Šuana, je Jang Džian, regent cesarja Džnga iz Severnega Džouja, kljub temu poslal princeso Čiandžin v Tudžue, da se poroči s Tuoba kanom. Po poroki je Jang poslal uradnika Heruo Ija (賀若誼) v Tudžue, da bi podkupil kagana, da bi  se odpovedal Gao Šaojiju. Kagan se je s tem strinjal in z zvijačo zvabil Gao Šaojija na lov, kjer ge je Heruo Ji ujel. Gao Šaojija so jeseni 580 odpeljali v prestolnico Severnega Džouja in ga nato izgnali v sedanji Sečuan. 
Taspar je umrl leta 581 zaradi bolezni in prestol prepustil nečaku Talopienu (Apa kagan).

## Zapuščina
Za razliko od očeta in starejših bratov je Taspar sprejel kitajsko kulturo, predvsem budizem. V budizem ga je spreobrnil menih Huilin iz Severnega Čija, kateremu je zgradil pagodo. Tasparjeva smrt je pomenila začetek dolgega zatona in podrejanja Gokturkov Kitajski. Med njegovo vladavino je prišlo do prave poplave sogdijskih manihejskih beguncev iz Perzije ter budističnih beguncev iz Čija in Džoua, oboje zaradi pogromov. Ti Sogdijci so ustvarili gokturške rune za pisanje v turškem jeziku za prevode suter v turški jezik, predvsem Nirvana Sutre leta 575.

## Nasledstvo
Tasparjeva smrt je povzročila dinastično krizo v kaganatu. Njegova kitajska žena Čiandžin ga je preživela, vendar je Taspar prestol cesarstva zapustil Talopienu (Asparju), sinu svojega starejšega brata Mukan kagana. Prenos oblasti je bila v nasprotju s tradicionalnim sistemom dedovanja, ki je zahteval, da se prestol prenese na sina najstarejšega brata, v tem primeru Išbara kagana. Svet je zavrnil zakonitost Tasparjeve oporoke in kot razlog navedel neturško poreklo njegove matere. Svet ja za naslednjega kagana imenoval Amraka. Talopienova frakcija tega ni priznala, kar je povzročilo državljansko vojno, ki je trajala od leta 581 do 603 in močno oslabila državo. 

## Družina
Taspar kagan je imel najmanj dva sinova: 
- Amrak in
- Tugrul Šada 
  - Čelebi kan[11]